# Pályi Sándor
Pályi Sándor, 1896-ig Pavlíček, névváltozat: Pavlicsek (Prága, 1859. március 11. – Budapest, 1929. október 16.) bölcseleti doktor, vegyész, gimnáziumi tanár, gyorsíró, a szabadoktatás kezdeményezője. Pályi András nagyapja, Pályi Márk dédapja.

## Élete
Pavlíček Jakab és Schmidt Anna fiaként született. 1883-ban szerezte meg tanári oklevelét a budapesti egyetemen. 1883-től 1886-ig asszisztensként dolgozott a Műegyetem ipari növénytani tanszékén. Ezt követően 1892-ig az Élelmiszervizsgáló Intézet munkatársa volt. Elsők között vezette be a mikroszkóppal történő vizsgálatot az élelmiszerek és áruk vizsgálatánál. 1897. május 26-án Budapesten, a Ferencvárosban házasságot kötött a nála húsz évvel fiatalabb Kopál Erzsébet Klára Johannával, Kopál József és Ingram Margit lányával.
Útnak indította a leánygimnáziumi mozgalomt, létrehozta a Veres Pálné Leánygimnáziumot, amelynek 1897 és 1904 között igazgató-tanára volt. Pavlicsek családi nevét az 1896-ban Pályira változtatta. Természetrajzot, földrajzot, ásványtant és állattant tanított.
1904-től haláláig a Középiskolai Tanárképző–Intézet gyakorló gimnáziumában oktatott. 1893-ban megszervezte a Szabad Líceumot. Ezen intézménynek 37 évig volt ügyvezetője, mely alatt a országos népművelési mozgalommá és intézménnyé vált. 1897-ben részt vett az Uránia Tudományt Népszerűsítő Egyesület alapításában. 1903-ban népművelési céllal megalapította az Erzsébet Népakadémiát. Munkatársa volt a Népszerű Főiskolai Tanfolyamok központi bizottságnak, ebből jött létre 1920-ban a Szabad Egyetem, melynek igazgatói tisztét haláláig betöltötte.
1907-től a Pécsi Szabadoktatási Kongresszus titkára, 1912-től az Országos Szabadoktatási Tanács főtitkára volt. Egyik alapítója volt a Magyar Gyorsíró Egyesületnek is, ennek alelnökeként is tevékenykedett.
Cikke a Képes Családi Lapokban (1892. A kahaóról).

## Művei
- Termesztett növényeink eredete, írta Alphonse De Candolle, ford. Bpest, 1894. 64 képpel (Természettud. Társulat Könyvkiadó Vállalata, 52.)
- Erzsébet népakadémia a magyar népközművelődés csarnoka (Bp., é. n.)